# 林央子
林 央子（はやし ちかこ）は、日本の歌手・タレント。

## 略歴
- 音楽大学在学中に受けたNHKの歌のお姉さんオーディションに合格し、1996年度から1998年度の3年間、教育テレビで放送された『まちかどド・レ・ミ』の初代主人公『チカ』役を務めた。番組放送と併行して行われた『まちかどド・レ・ミショー』にも出演し、番組からリリースしたCD『伝説のコンビニ』が話題になり、番組の人気を押し上げた。

- 番組降板後はまちかどド・レ・ミショーやつくってあそぼショー、どーもくんショーなど、NHKの子供向けイベントに歌のお姉さんとして出演しながら全国各地をまわっていたが、2002年度以降はその役を後任の岡野綾に譲っている。
- 現在も芸能活動をしているかどうかは不明。

## 出演作品
- まちかどド・レ・ミ（チカ、1996年4月～1999年3月）

シングルCD「伝説のコンビニ」（1996年）
アルバムCD「まちかどドレミ」（1996年）
アルバムCD「まちかどドレミ～よろしくマカレナ～」（1998年）
アルバムCD「まちかどドレミ～ウェルカム! ハミングナッツ～」（1999年）